# Considerazioni sul governo della Polonia
Considerazioni sul governo della Polonia (o più semplicemente Il governo della Polonia; in francese: Considérations sur le gouvernement de Pologne) è un saggio del filosofo Jean-Jacques Rousseau riguardante la progettazione di una nuova costituzione per il popolo polacco (o, più esattamente, per la Confederazione polacco-lituana).
Per molti lettori, Il governo della Polonia è un'opera sorprendente nella misura in cui le sue raccomandazioni sfidano a volte i principi espressi nell'opera più famosa di Rousseau, il Contratto sociale. In contrasto con la percezione di Rousseau come radicale, ne Il governo della Polonia l'autore mostra cautela e conservatorismo.